# Liste de collaborations entre réalisateurs et monteurs
Cette liste de collaborations entre réalisateurs et monteurs comprend des partenariats de longue date et notables entre réalisateurs et monteurs. L'importance de la liste est que les réalisateurs et les monteurs travaillent généralement ensemble sur le montage d'un film, qui est l'étape ultime de la réalisation de films au cours de laquelle des dizaines ou des centaines d'heures de séquences de film brut sont taillées et tissées dans le film final. Le critique de cinéma Walter Kerr a soutenu que le montage est comparable dans son importance à la réalisation de lui-même et devrait être crédité comme tel ; il a écrit « À tout le moins, il me semble, le crédit de l'éditeur devrait être sauvé de sa place près du bas de la liste, une zone que nous pourrions appeler Oblivion. Et je ne veux pas dire que le monteur devrait avoir une demi-jambe en l'air, un pouce plus haut dans le Panthéon des créatifs qui font des choses. Le meilleur qu'il ait jamais obtenu est la quatrième ou la cinquième place, quelque part après le directeur de la photographie principal et deux ou trois scénaristes. La deuxième position est celle où il appartient, et pas plus bas, si nous voulons toujours le maintenir en statut de coureur. ». Quentin Tarantino a déclaré « Les meilleures collaborations sont les équipes de réalisateurs et de monteurs, où elles peuvent finir les phrases les unes des autres », et que sa propre  monteuse, Sally Menke, était sa « seule et réellement authentique collaboratrice ».
Créditer le montage d'un film est rendu plus difficile par le fait que les contributions relatives du réalisateur et du monteur varient énormément. À un extrême se trouve l'ancien système de studio hollywoodien ; comme l'a décrit Lizzie Francke, c'est « la période où l'éditeur était souvent laissé à lui-même dans la salle de découpe. Les pressions du roulement de la production durant la belle journée du système de studio ont souvent fait que le réalisateur ne pouvait pas être là pour superviser puisqu'il était à sa prochaine production. ». Des monteurs tels que Margaret Booth (Metro-Goldwyn-Mayer Studios) et Barbara McLean (20th Century Fox) ont travaillé de manière presque autonome,,. À l'autre extrême se trouvent les réalisateurs « auteurs » qui montent personnellement leurs propres films. Akira Kurosawa a réalisé et monté plusieurs de ses films les plus connus (cf. Les Sept Samouraïs (1954), Kagemusha (1980)) ; Hiroshi Nezu, chef de production de Kurosawa, a déclaré « Nous pensons qu'il est le meilleur réalisateur de Toho, qu'il est le meilleur scénariste du Japon et qu'il est le meilleur monteur du monde ».

## Critères d'inscription
La liste suivante de collaborations notables entre réalisateurs et  monteur s n'essaie pas d'analyser les contributions relatives des individus. Les collaborations de longs métrages figurant sur cette liste se sont prolongées chacune sur une décennie ou plus et ont produit au moins un film nommé pour un Academy Award ou un BAFTA Award dans une ou plusieurs des catégories suivantes : comme meilleur film, pour la meilleure réalisation, ou pour meilleur montage. Un tel film est noté pour chaque collaboration. La restriction aux films nomimés aux Oscars ou aux BAFTA exclut la plupart des réalisateurs et monteurs dont les films ne sont pas en anglais. Les dates répertoriées pour chaque collaboration sont basées sur des recherches dans Internet Movie Database.

## 35 ans et plus

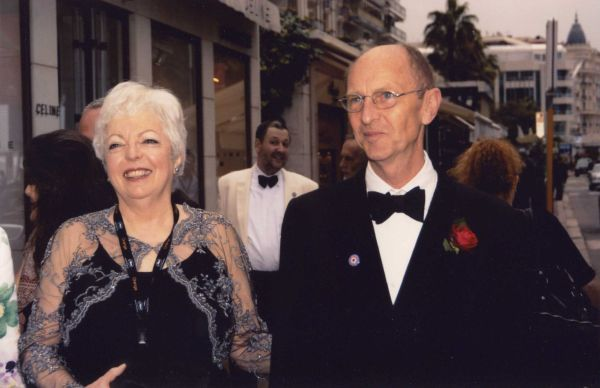
Thelma Schoonmaker et Columba Powell au Festival de Cannes (2009). Schoonmaker fait partie des doyens du montage de films ; Columba Powell est le fils de Michael Powell, un éminent réalisateur avec qui Schoonmaker s'est mariée jusqu'à sa mort survenue en 1990.

- Pedro Almodóvar : José Salcedo (1980-2016), Parle avec elle (2002).
- Francis Ford Coppola : Walter Murch (1974-2009), Apocalypse Now (1979).
- David Cronenberg : Ronald Sanders (1979-présent), Les Promesses de l'ombre (2007).
- Cecil B. DeMille : Anne Bauchens (1918-1956), Les Dix Commandements (1956).
- Brian De Palma : Bill Pankow (1970-présent), Femme Fatale (2002).
- Clint Eastwood : Joel Cox (1977-présent), Million Dollar Baby (2004).
- Ron Howard : Daniel P. Hanley et Mike Hill (1982-présent), Un homme d'exception (2001).
- Martin Scorsese : Thelma Schoonmaker (1967-présent), Les Infiltrés (2006).
- Steven Spielberg : Michael Kahn (1977-présent), La Liste de Schindler (1993).

## 30 – 34 ans

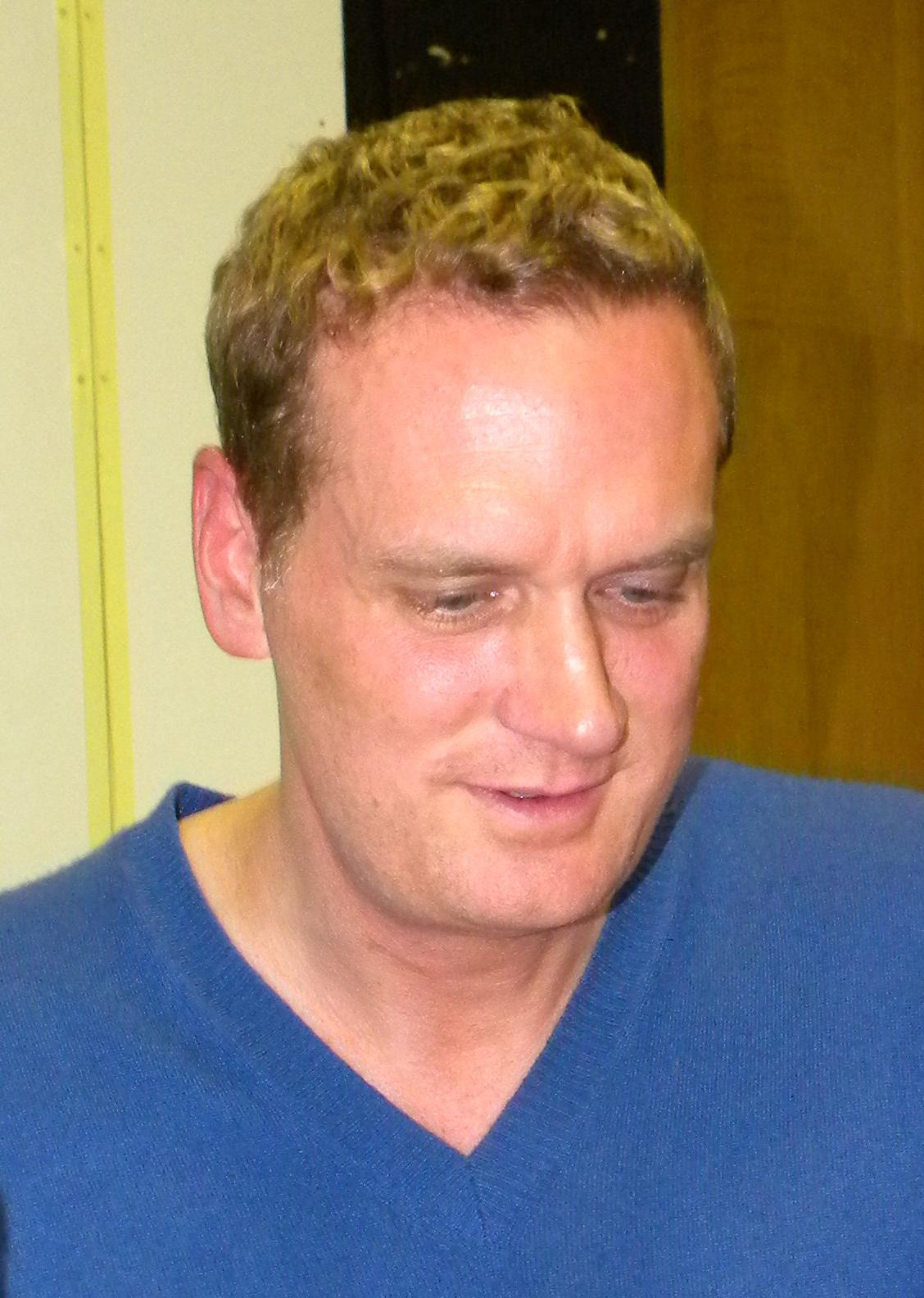
John Ottman a eu une longue collaboration avec le réalisateur Bryan Singer, et est également connu pour sa notation musicale de nombreux films et programmes de télévision.

- John Badham : Frank Morriss (1974-2004), Tonnerre de feu (1983).
- Bob Clark : Stan Cole (1974–2005), Karaté Dog (2005).
- Bill Condon : Virginia Katz (1987-présent), Dreamgirls (2006).
- Martha Coolidge : Richard Chew (1985-présent), Je vous trouverai (2019).
- Brian De Palma : Paul Hirsch (1970-2000), Mission to Mars (2000).
- Stephen Frears : Mick Audsley (1982-2013), Les Liaisons dangereuses (1988).
- Lawrence Kasdan : Carol Littleton (1981–2012), Voyageur malgré lui (1988).
- Spike Lee : Barry Alexander Brown (1988-présent), BlacKkKlansman : J'ai infiltré le Ku Klux Klan (2018).
- Mike Leigh : Jon Gregory (en) (1988-présent), Secrets et Mensonges (1996).
- Terrence Malick : Billy Weber (en) (1978-2011), La Ligne rouge (1998).
- Ivan Reitman : Sheldon Kahn (en) (1984-2014), Le Pari (2014).
- Bryan Singer : John Ottman (1988-présent), Bohemian Rhapsody (2018).

## 25 – 29 ans
- Bruce Beresford : Mark Warner (1989-présent), Miss Daisy et son chauffeur (1989).
- James L. Brooks : Richard Marks (1983-2010), Pour le pire et pour le meilleur (1997).
- Francis Ford Coppola : Barry Malkin (1969–1997), Le Parrain 3 (1990).
- Costa-Gavras : Françoise Bonnot (1969–1997), Z (1969).
- Joe Dante : Marshall Harvey (1987-2014), Burying the Ex (2014).
- John Ford : Otho Lovering (1939-1966), La Chevauchée fantastique (1939).
- John Ford : Jack Murray (1936-1961), L'Homme tranquille (1952).
- John D. Hancock : Dennis H. O'Connor (1987-2015), Steal the Sky (1988).
- Arthur Hiller : Robert C. Jones (1967–1992), Love Story (1970).
- Richard Lester : John Victor Smith (1965–1991), Les Trois Mousquetaires (1973).
- Joseph Losey : Reginald Beck (1958-1985), Le Messager (1970).
- Delbert Mann : Ralph E. Winters (1967-1994), Lily in Winter (1994).
- Paul Mazursky : Stuart H.Pappe (1969-1998), Winchell (1998).
- Paul Mazursky : Richard Halsey (1974-2003), Coast to Coast (2003).
- Mike Nichols : Sam O'Steen (1966–1994), Le Lauréat (1967).
- Alan Parker : Gerry Hambling (1974-2003), Mississippi Burning (1988).
- Sean Penn : Jay Cassidy (1991-présent), Into the Wild (2007).
- Roman Polanski : Hervé de Luze (1986-présent), The Pianist (2002).
- Pollack de Sydney : Fredric Steinkamp (1969–1995), Tootsie (1982).
- Rob Reiner : Robert Leighton (1984-2010), Des hommes d'honneur (1992).
- Éric Rohmer :Cécile Decugis  (1959-1984), Ma nuit chez Maud (1969).
- Kevin Reynolds : Peter Boyle (1988-2006), Tristan et Yseult (2006).
- Joseph Sargent : Michael Brown (1980-2008), La Création de Dieu (2004).
- Fred Schepisi : Peter Honess (1985-2013), Lessons in Love (2013).
- Franklin J. Schaffner : Robert Swink (1964-1989), Ces garçons qui venaient du Brésil (1978).
- John Singleton : Bruce Cannon (1991-2017), Boyz N the Hood (1991).
- André Téchiné : Martine Giordano (1983-2009), Les témoins (2007)
- Wong Kar-wai : William Chang (depuis 1988), In the Mood for Love (2000).
- Edward Zwick : Steven Rosenblum (1989-présent), Glory (1989).

## 20 – 24 ans

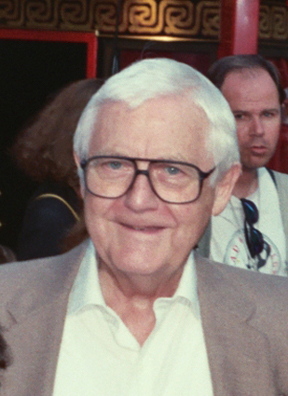
Photographie de Robert Wise, monteur de Citizen Kane (1941) et réalisateur de West Side Story (1961).

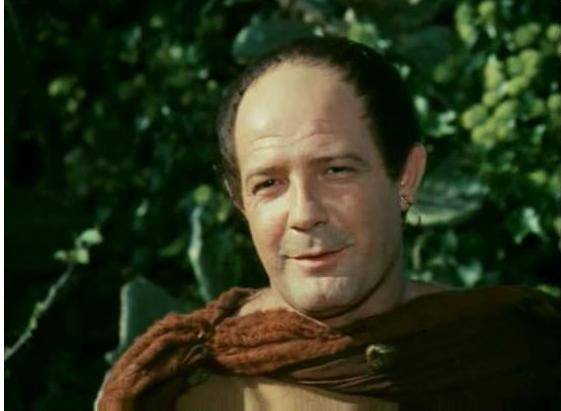
Ruggiero Mastroianni, monteur dAmarcord (1973).

- Paul Thomas Anderson : Dylan Tichenor (1997-présent), There Will Be Blood (2007).
- Robert Aldrich : Michael Luciano (1955-1977), Les Douze Salopards (1967).
- Woody Allen : Susan E. Morse (1977-1998), Hannah et ses sœurs (1986).
- Richard Attenborough : Lesley Walker (1987-2007), Cry Freedom (1987).
- Tim Burton : Chris Lebenzon (1992-présent), Big Fish (2003).
- Michael Curtiz : Owen Marks (1930-1953), Casablanca (1942).
- Blake Edwards : Ralph E. Winters (1963-1984), Victor Victoria (1982).
- Federico Fellini : Ruggero Mastroianni (1965-1986), Amarcord (1973).
- James Goldstone : Edward A. Biery (1968-1988), Les Voyageurs de l'infini (1988).
- Lasse Hallström : Andrew Mondshein (1991-présent), Le Chocolat (2000).
- Henry Hathaway : Dorothy Spencer (1941-1964), Le Plus Grand Cirque du monde (1964).
- Jean-Pierre Jeunet : Hervé Schneid (1991-présent), Le Fabuleux Destin d'Amélie Poulain (2001).
- Walter Lang : Robert L. Simpson (1940-1960), Le Roi et moi (1956).
- Ang Lee : Tim Squyres (1993-présent), Tigre et Dragon (2000).
- Barry Levinson : Stu Linder (1982-2004), Rain Man (1988).
- Mitchell Leisen : Doane Harrison (1935–1958), Par la porte d'or (1941).
- Richard Linklater : Sandra Adair (1993-présent), Boyhood (2014).
- Alan J. Pakula : Sam O'Steen (1969-1992), Jeux d'adultes (1992).
- Roman Polanski : Sam O'Steen (1968-1988), Chinatown (1974).
- Sydney Pollack : William Steinkamp (1982-2005), Out of Africa (1985).
- Michael Ritchie : Richard A. Harris (1969-1989), Autant en emporte Fletch ! (1989).
- Tony Scott : Chris Lebenzon (1986-2010), Top Gun (1986).
- John Sturges : Ferris Webster (1950-1972), La Grande Évasion (1963).
- Robert Wise : William H. Reynolds (1951-1973), La Mélodie du bonheur (1965).
- Stephen Sommers : Bob Ducsay (1989-2009), La Momie (1999).

## 15 – 19 ans

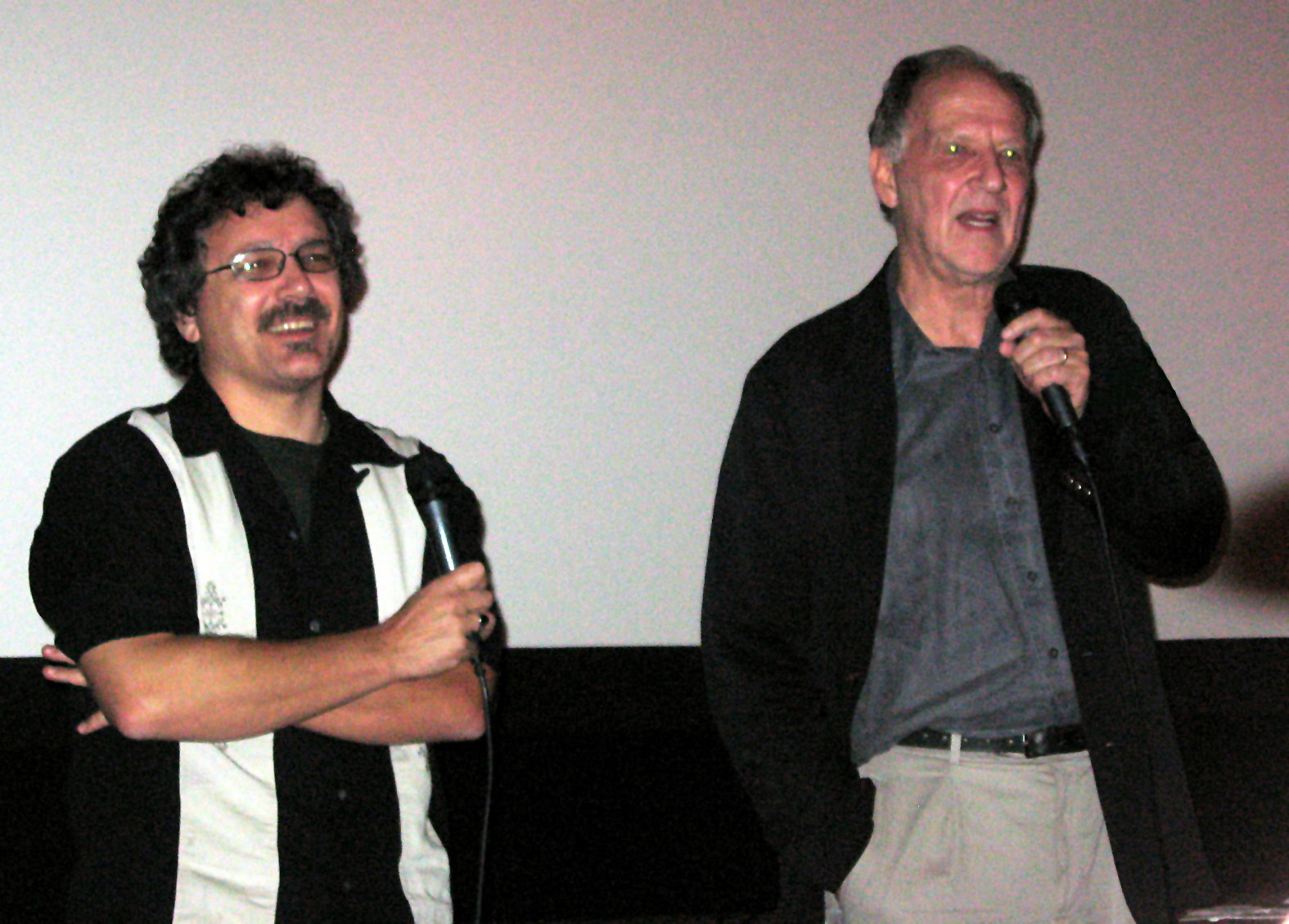
Joe Bini et Werner Herzog en 2008, après la sortie du film documentaire Rencontres au bout du monde

- Woody Allen : Alisa Lepselter (1999-présent), Minuit à Paris (2011).
- Michelangelo Antonioni : Eraldo Da Roma (1950-1965), L'avventura (1960).
- Claude Berri : Hervé de Luze (1981–1999), Jean de Florette (1986).
- Clarence Brown : Robert J. Kern (1934-1952), National Velvet (1944).
- Jane Campion : Veronika Jenet (1983–1999), La Leçon de piano (1993).
- Richard Donner : Stuart Baird (1976–1994), Superman (1978).
- Stanley Donen : Richard Marden (1967-1984), La Faute à Rio (1984).
- David Frankel : Steven Weinberg (1995-2012), Tous les espoirs sont permis (2012).
- William Graham : Ronald J. Fagan (1974–1991), Retour au lagon bleu (1991).
- Gary Gray : Christian Wagner (1998-présent), Fast and Furious 8 (2017).
- Luca Guadagnino : Walter Fasano (1999-présent), Call Me by Your Name (2017).
- Werner Herzog : Beate Mainka-Jellinghaus (1968-1984), Fitzcarraldo (1982).
- Werner Herzog : Joe Bini (1997-présent), Rencontres au bout du monde (2007).
- Scott Hicks : Pip Karmel (1988-2007), Shine (1996).
- John Huston : Russell Lloyd (1956-1975), L'Homme qui voulut être roi (1975).
- John Huston : Ralph Kemplen (1951–1966), L'Odyssée de l'African Queen (1951).
- Peter Jackson : Jamie Selkirk (1987-2005), Le Seigneur des anneaux : Le Retour du roi (2003).
- Norman Jewison : Antony Gibbs (en) (1971–1989), Un violon sur le toit (1971).
- Spike Jonze : Eric Zumbrunnen (1997-2013), Dans la peau de John Malkovich (1999).
- Neil Jordan : Tony Lawson (de) (1996-présent), La Fin d'une liaison (1999).
- Henry King : Barbara McLean (1936-1955), Un homme de fer (1949).
- John Landis : George Folsey Jr. (1973–1988), Un prince à New York (1988).
- Yorgos Lanthimos : Yorgos Mavropsaridis (2001-présent), La Favorite (2018).
- Sergio Leone : Nino Baragli (1968-1984), Il était une fois en Amérique (1984).
- Kevin Macdonald : Justine Wright (1999-présent), Le Dernier Roi d'Écosse (2006).
- Joseph L. Mankiewicz : Dorothy Spencer (1946-1963), Cléopâtre (1963).
- George Miller : Margaret Sixel (1998-présent), Mad Max: Fury Road (2015).
- Pier Paolo Pasolini : Nino Baragli (1959-1975), L'Évangile selon saint Matthieu (1964).
- Alexander Payne : Kevin Tent (1996-présent), The Descendants (2011).
- Russell Rouse : Chester Schaeffer (1951-1967), Le Puits (1951).
- David O. Russell : Pamela Martin (1994-2010), Fighter (2010).
- Joseph Sargent : George Jay Nicholson (1972–1989), The Karen Carpenter Story (1989).
- Joseph Sargent : Patrick Kennedy (1970-1985), Space (1985).
- John Schlesinger : Jim Clark (1965-1981), Marathon Man (1976).
- Ridley Scott : Pietro Scalia (1997-présent), Gladiator (2000).
- Quentin Tarantino : Sally Menke (1992-2009), Pulp Fiction (1994).
- J. Lee Thompson : Richard Best (1953-1969), Ice Cold in Alex (1958).
- Gore Verbinski : Craig Wood (1996-2013), Rango (2011).
- Peter Weir : William M. Anderson (1981–1998), The Truman Show (1998).
- Peter Weir : Lee Smith (1993–2010), Master and Commander : De l'autre côté du monde (2003).
- Lina Wertmüller : Franco Fraticelli (1966–1983), Pasqualino (Seven Beauties, 1975).
- William Wyler : Robert Swink (1951-1970), Vacances romaines (1953).
- Franco Zeffirelli : Peter Taylor (1967-1986), La traviata (1983).
- Robert Zemeckis : Arthur Schmidt (1985-2000), Forrest Gump (1994).

## 9 – 14 ans

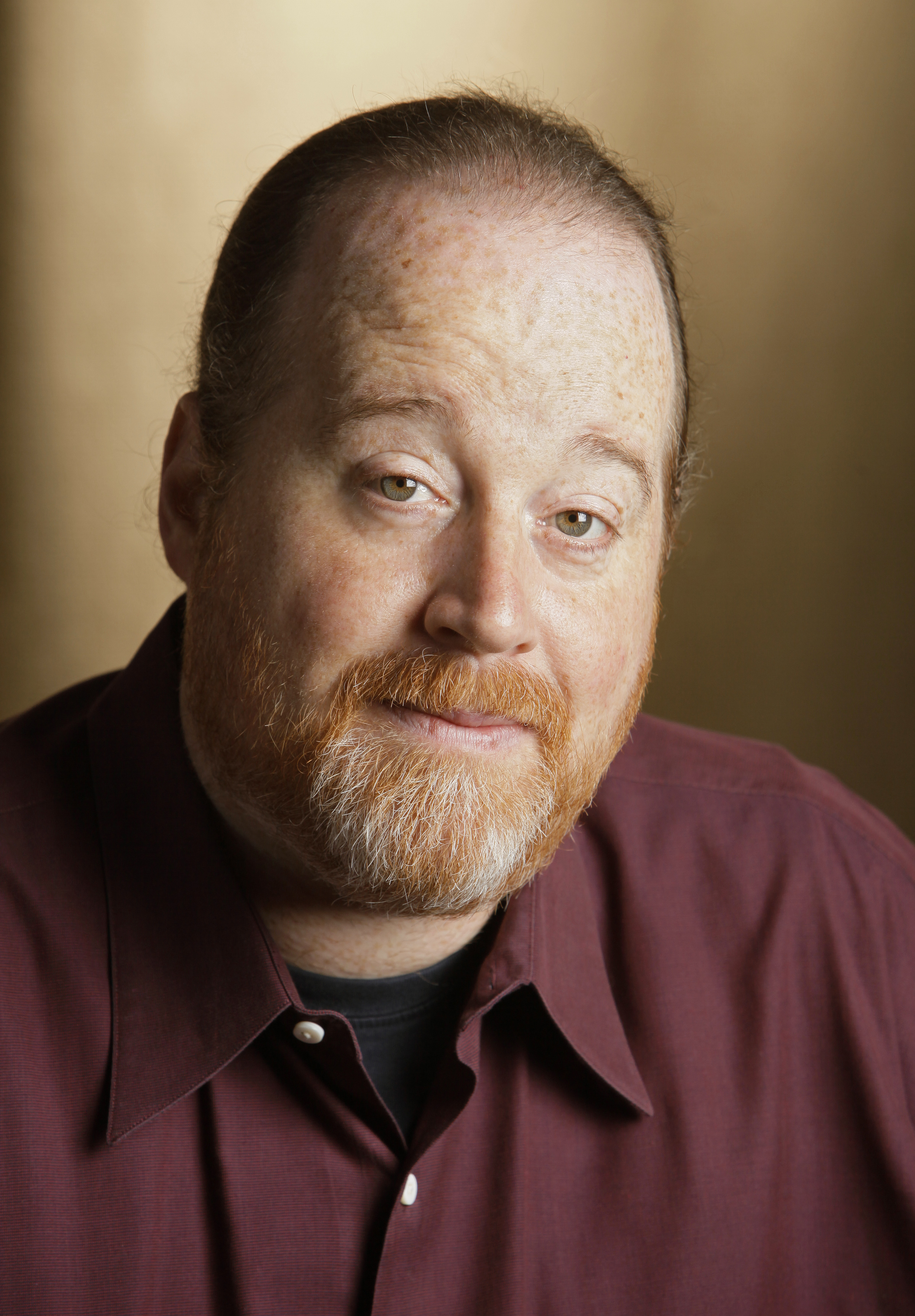
Stephen Mirrione a reçu des nominations aux Oscars pour son montage de films réalisés par George Clooney, Alejandro González Iñárritu et Steven Soderbergh.

- J. J. Abrams : Maryann Brandon et Mary Jo Markey (2006–présent), Star Wars, épisode VII : Le Réveil de la Force (2015).
- Ben Affleck : William Goldenberg (2007–présent), Argo (2012).
- Robert Altman : Geraldine Peroni (1990–2003), The Player (1992).
- Woody Allen : Ralph Rosenblum (1969–78), Annie Hall (1977).
- Darren Aronofsky : Andrew Weisblum (2008–présent), Black Swan (2010).
- Hal Ashby : Robert C. Jones (1973–1982), En route pour la gloire (1976).
- Michael Bay : Christian Wagner (1995–2005), The Island (2005).
- Luc Besson : Julien Day (2009–présent), Anna (2019).
- Ingmar Bergman : Oscar Rosander (1946–1960), Les Fraises sauvages (1957).
- Bernardo Bertolucci : Gabriella Cristiani (1979–1990), Le Dernier Empereur (1987).
- Kathryn Bigelow : Howard E. Smith (1987-2000), The Weight of Water (2000).
- Neill Blomkamp : Julian Clarke (2009–présent), District 9 (2009).
- Danny Boyle : Jon Harris (2010–présent), 127 heures (2010).
- Kenneth Branagh : Neil Farrell (1995–2007), Le Limier (2007).
- Martin Brest : Michael Tronick (1988–1998), Le Temps d'un week-end (1992).
- James Cameron : Mark Goldblatt (1984–1994), Terminator 2 : Le Jugement dernier (1991).
- Frank Capra : William Hornbeck (1946–1959), La vie est belle (1946).
- George Clooney : Stephen Mirrione (2002–présent), Good Night and Good Luck (2005).
- Henri-Georges Clouzot : Madeleine Gug (1953–1967), Le Salaire de la peur (1953).
- Martha Coolidge : Steven Cohen (1991–2006), Material Girls (2006).
- Sofia Coppola : Sarah Flack (2003–présent), Lost in Translation (2003).
- Alfonso Cuarón : Steven Weisberg (1995–2004), Harry Potter et le Prisonnier d'Azkaban (2004).
- Wes Craven : Patrick Lussier (1992–2005), Cursed (2005).
- Jules Dassin : Roger Dwyre (1955–1966), Jamais le dimanche (1960).
- Andrew Davis : Dennis Virkler (1992–2006), Le Fugitif (1993).
- Howard Deutch : Bud S. Smith (1987–2000), Les Remplaçants (2000).
- Roger Donaldson : John Gilbert (2005–présent), Burt Munro (2005).
- Stanley Donen : George Hively (1974–1984), La Faute à Rio (1984).
- Jon Favreau : Dan Lebental (2003–présent), Iron Man (2008).
- Clint Eastwood : Ferris Webster (1973-1982), Honkytonk Man (1982).
- Blake Edwards : John F. Burnett (1971–1986), Un sacré bordel ! (1986).
- David Fincher : Angus Wall (2002–présent), The Social Network (2010).
- Richard Fleischer : Frank J. Urioste (1974-1985), Kalidor (1985).
- James Foley : Howard E. Smith (1986–1999), Le Corrupteur (1999).
- John Ford : James B. Clark (1941–1950), How Green Was My Valley (1941).
- John Ford: Dorothy Spencer (1939–1952), La Chevauchée fantastique (1939).
- Marc Forster : Matt Chessé (2000–présent), Neverland (2004).
- Bob Fosse : Alan Heim (1974–1983), All That Jazz (1979).
- William Friedkin : Bud S. Smith (1973–1986), The Exorcist (1973).
- Tay Garnett : Dorothy Spencer (1937-1948), Slightly Honorable (1948).
- Craig Gillespie : Tatiana S. Riegel (2007–présent), I, Tonya (2017).
- Alejandro González Iñárritu : Stephen Mirrione (2003–présent), Babel (2006).
- Paul Greengrass : Christopher Rouse (2004–présent), The Bourne Ultimatum (2007).
- Davis Guggenheim : Jay Cassidy (2000–2011), An Inconvenient Truth (2006).
- Randa Haines : Lisa Fruchtman (1986–1998), Dance with Me (1998).
- Henry Hathaway : James B. Clark (1942–1956),  23 Paces to Baker Street (1956).
- Arthur Hiller : William Reynolds (1982–1996), Carpool (1996).
- George Roy Hill : William Reynolds (1973–1984), L'Arnaque (1973).
- Alfred Hitchcock : George Tomasini (1954–1964), La Mort aux trousses (1959).
- Peter H. Hunt: Frank Morriss (1979–1992), Secrets (1992).
- Tim Hunter : Howard E. Smith (1982–1996), L'Angoisse d'une mère (1996).
- James Ivory : Andrew Marcus (1987-1996), Howards End (1992).
- Norman Jewison :  Stephen E. Rivkin (1994–2003), The Statement (2003).
- Glenn Jordan : John Wright (1979–1991), Sarah, Plain and Tall (1991).
- Jonathan Kaplan : O. Nicholas Brown (1975–1988), The Accused (1988).
- Shekhar Kapur : Jill Bilcock (1998–présent), Elizabeth (1997).
- Philip Kaufman : Douglas Stewart (1972–1983), The Right Stuff (1983).
- Randal Kleiser : Jeff Gourson (1986–1998), Shadow of Doubt (1998).
- Stanley Kubrick : Ray Lovejoy (1968–1980), 2001: A Space Odyssey (1968).
- Spike Lee : Samuel D. Pollard (1990–2000), 4 Little Girls (1997).
- Mervyn LeRoy : Harold F. Kress (1941–1954), Random Harvest (1942).
- Jerry London : Michael Brown (1988–1998), Beauty (1998).
- Joseph Losey : Reginald Mills (1954-1964), The Servant (1963).
- Baz Luhrmann : Jill Bilcock (1992–2002), Moulin Rouge! (2002).
- David Lynch : Mary Sweeney (1992–2001), Mulholland Drive (2001).
- David Mackenzie : Jake Roberts (2002–présent), Comancheria (2016).
- James Mangold : Michael McCusker (2005–présent), Walk the Line (2005).
- Michael Mann : William Goldenberg (1995–2006), Révélations (1999).
- Paul Mazursky : Donn Cambern (1973–1982), Tempête (1982).
- Tom McCarthy : Tom McArdle (2003–présent), Spotlight (2015).
- Martin McDonagh : Jon Gregory (2008–présent), Three Billboards : Les Panneaux de la vengeance (2017).
- Steve McQueen : Joe Walker (2008–présent), Douze ans d'esclavage (2013).
- John McTiernan : John Wright (1990—2002), À la poursuite d'Octobre rouge (1990).
- Fernando Meirelles : Daniel Rezende (2002–2011), La Cité de Dieu (2002).
- Sam Mendes : Tariq Anwar (1999–2008), American Beauty (1999).
- John Milius : Carroll Timothy O'Meara (1978–1991), Le Vol de l'Intruder (1991).
- Vincente Minnelli : Adrienne Fazan (1951–1963), Gigi (1958).
- Vincente Minnelli : Albert Akst (1944-1955), Trial (1955).
- Vincente Minnelli : Ferris Webster (1946-1956), Thé et Sympathie (1956).
- Andrew Niccol : Zach Staenberg (2005–2014), Good Kill (2014).
- Christopher Nolan : Lee Smith (2005–présent), Dunkerque (2017).
- Arthur Penn : Dede Allen (1967–1976), Bonnie et Clyde (1967).
- Powell et Pressburger : Reginald Mills (1946-1956), The Red Shoes (1948).
- Jason Reitman : Dana E. Glauberman (2005–présent), Up in the Air (2009).
- Mark Robson : Dorothy Spencer (1960–1974), Earthquake (1974).
- Chris Sanders : Darren T. Holmes (2002–présent), How to Train Your Dragon (2010).
- John Schlesinger : Peter Honess (1987–2000), Un couple presque parfait (2000).
- Tony Scott : Christian Wagner (1993–2005), Domino (2005).
- Brad Silberling : Michael Kahn (1995–2006), 10 Items or Less (2006).
- Steven Soderbergh : Stephen Mirrione (2000–2011), Traffic (2000).
- George Stevens : Robert Swink (1948–1959), Le Journal d'Anne Frank (1959).
- Robert Stevenson : Cotton Warburton (1961-1974), Mary Poppins (1964).
- Julie Taymor : Françoise Bonnot (1999–2010),  La Tempête (2010).
- Richard Thorpe : Ralph E. Winters (1943–1957), Le Rock du bagne (1957).
- Guillermo del Toro : Bernat Vilaplana (2001–2015), Le Labyrinthe de Pan (2006).
- Tom Tykwer : Mathilde Bonnefoy (1998–2010), Cours, Lola, cours (1998).
- Paul Verhoeven : Job ter Burg : (2006–présent), Elle (2016).
- Denis Villeneuve : Joe Walker (2014-présent), Premier Contact (2015).
- Luchino Visconti : Ruggero Mastroianni (1967–1976), Death in Venice (1971).
- Lana et Lilly Wachowski : Zach Staenberg (1996–2008), The Matrix (1999).
- Denzel Washington : Hughes Winborne (2007–présent), Fences (2016).
- Billy Wilder : Doane Harrison (1942–1954), Boulevard du crépuscule (1950).
- Billy Wilder : Arthur P. Schmidt (1950–1959), Boulevard du crépuscule (1950).
- Billy Wilder : Daniel Mandell (1957–1966), La Garçonnière (1960).
- Simon Wincer : Terry Blythe (1998–2008), Comanche Moon (2008).
- Edgar Wright : Jonathan Amos et Paul Machliss (en) (2010–présent), Baby Driver (2017).
- Joe Wright : Paul Tothill (2003–présent), Atonement (2007).
- William Wyler : Daniel Mandell (1933–1946), Les Plus Belles Années de notre vie (1946).
- Peter Yates : Ray Lovejoy (1983–1992), L'Habilleur (1983).
- Franco Zeffirelli : Reginald Mills (1968–1979), Roméo et Juliette (1968).
- Barbet Schroeder : Lee Percy (1990–2002), JF partagerait appartement (1992)
- Craig R. Baxley : Mark Helfrich (1988–1991), Action Jackson (1988)
- Chris Columbus : Raja Gosnell (1988–1995), Maman, j'ai raté l'avion ! (1990)